# Pointe de Deux Heures
La pointe de Deux Heures est un sommet de France situé en Haute-Savoie.

## Géographie

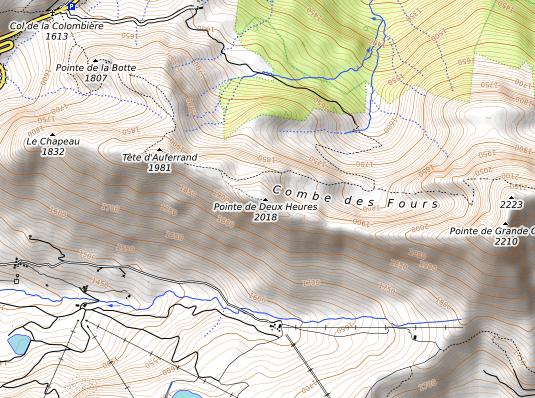
Carte topographique.

Le sommet qui s'élève à 2 018 mètres d'altitude se trouve sur la crête d'un petit chaînon montagneux qui s'étire d'est en ouest entre le col de la Colombière au nord-ouest et le col des Annes au sud-est, au-dessus du village du Reposoir situé au nord-est. Les autres sommets de la montagne sont à l'ouest-nord-ouest la tête d'Auferrand à 1 981 mètres d'altitude et la pointe de la Botte à 1 807 mètres d'altitude et à l'est la pointe de Grande Combe à 2 210 mètres d'altitude, la pointe d'Almet à 2 232 mètres d'altitude et la cime de Février à 2 056 mètres d'altitude. Ces sommets constituent avec le mont Lachat de Châtillon au sud la klippe des Annes, une formation géologique allochtone, ici des argiles calcaires du Jurassique inférieur, reposant sur des terrains autochtones (en), ici des flyschs du Jurassique supérieur et du Crétacé supérieur, au milieu des terrains à dominante calcaire du reste du massif des Bornes à l'ouest et de la chaîne des Aravis à l'est.
Le sommet de la pointe de Deux Heures est accessible en empruntant le sentier de randonnée menant à la tête d'Auferrand, puis de là, sur 850 mètres, la crête qui mène au pied du point sommital,.

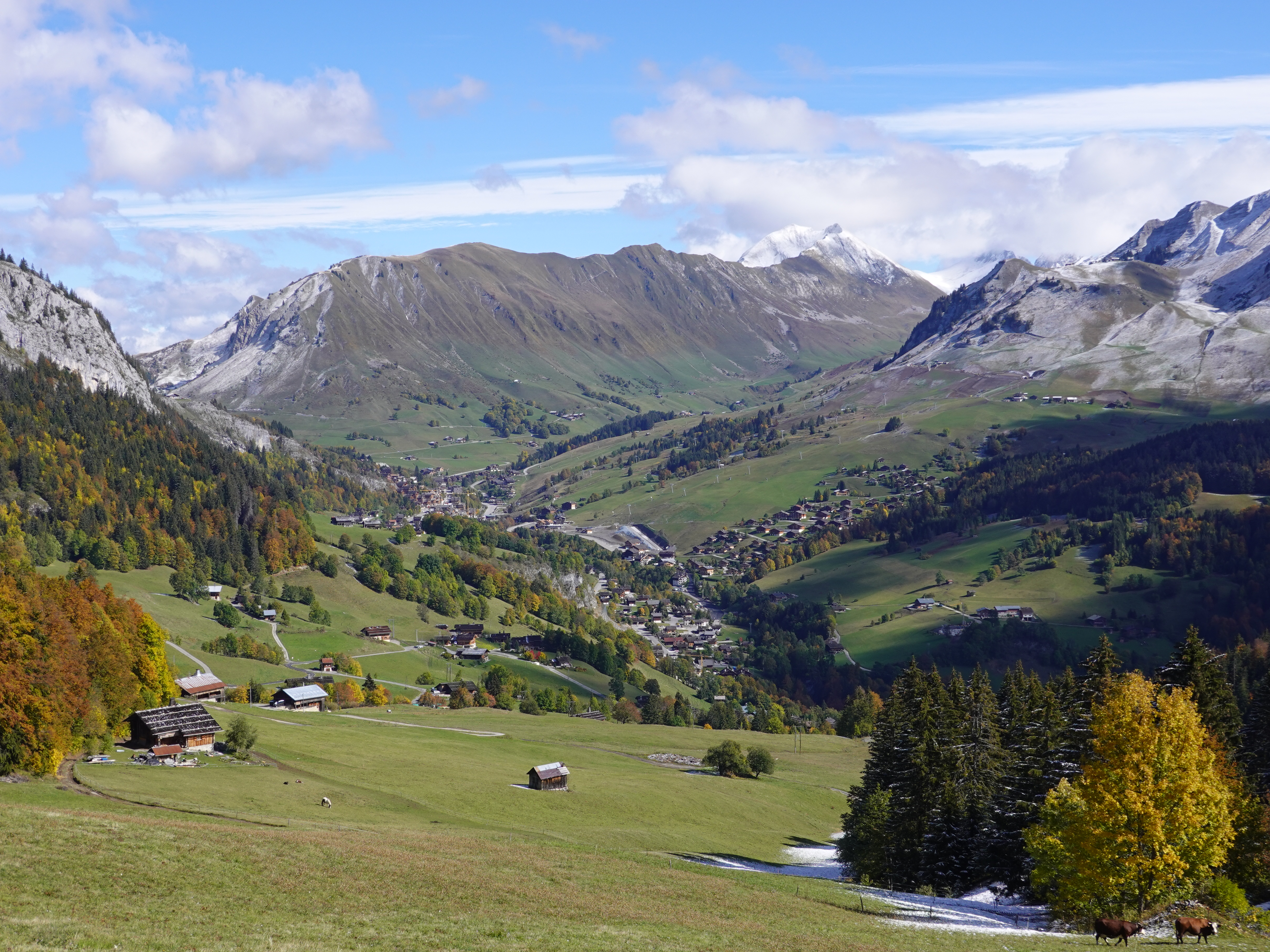
Vue par-delà le Chinaillon au sud-ouest de la pointe de Deux Heures (au centre) encadrée par la tête d'Auferrand (à gauche) et la pointe de Grande Combe (à droite, enneigée).